# Сом (Лельчицкий район)
Сом (бел. Сом) — деревня в Лельчицком районе Гомельской области Беларуси. В составе Буйновичского сельсовета.

## География

### Расположение
В 42 км на северо-восток от Лельчиц, 65 км от железнодорожной станции Мозырь (на линии Гомель — Лунинец), 209 км от Гомеля.

## Транспортная сеть
Транспортные связи по просёлочной, затем автомобильной дороге Лельчицы — Мозырь. Планировка состоит из короткой, почти широтной улицы, застроенной деревянными крестьянскими усадьбами.

## История
Согласно письменным источникам известна с XIX века как селение в Буйновичской волости Мозырского уезда Минской губернии. Согласно переписи 1897 года хутор, действовала смолокурня. В 1931 году жители вступили в колхоз. Согласно переписи 1959 года в составе совхоза «Буйновичи» (центр — деревня Буйновичи).
До 1 декабря 2013 года в составе Острожанского сельсовета.

## Население

### Численность
- 2004 год — 6 хозяйств, 9 жителей.

### Динамика
- 1897 год — 2 двора, 11 жителей (согласно переписи).
- 1908 год — 6 дворов, 56 жителей.
- 1917 год — 63 жителя.
- 1921 год — 15 дворов, 66 жителей.
- 1959 год — 62 жителя (согласно переписи).
- 2004 год — 6 хозяйств, 9 жителей.